# Wladimir Sergejewitsch Schilykowski
Wladimir Sergejewitsch Schilykowski (russisch Владимир Сергеевич Шилыковский, wiss. Transliteration Vladimir Sergeevič Šilykovskij; * 3. April 1933 in Wladimir; † 7. April 1987 in Moskau) war ein sowjetischer Eisschnellläufer.
Schilykowski, der für den Shakhtar Moskau und den Spartak Moskau startete, belegte bei den Olympischen Winterspielen 1956 in Cortina d’Ampezzo den 16. Platz über 10.000 m. In der Saison 1957/58 gewann er bei der Mehrkampfweltmeisterschaft 1958 in Helsinki und bei der Mehrkampfeuropameisterschaft 1958 in Eskilstuna jeweils die Silbermedaille im Großen Vierkampf. Zudem wurde er sowjetischer Meister über 10.000 m. Bei den Olympischen Winterspielen 1960 in Squaw Valley lief auf den 20. Platz über 10.000 m.

## Persönliche Bestzeiten
| Disziplin | Zeit         | Datum            | Ort    |
| --------- | ------------ | ---------------- | ------ |
| 500 m     | 42,80 s      | 4. Januar 1960   | Almaty |
| 1500 m    | 2:15,10 min  | 26. Februar 1958 | Oslo   |
| 3000 m    | 4:54,50 min  | 11. Februar 1962 | Hamar  |
| 5000 m    | 8:06,70 min  | 20. Januar 1960  | Almaty |
| 10.000 m  | 16:13,10 min | 31. Januar 1960  | Almaty |